# Heinrich Adolf Mohrhoff
Heinrich Adolf Mohrhoff (* 11. September 1825 in Eitzendorf; † 12. Juli 1908 in Blasewitz) war ein deutscher Kaufmann, Gründer und erster Vorsitzender der Concordia.

## Leben

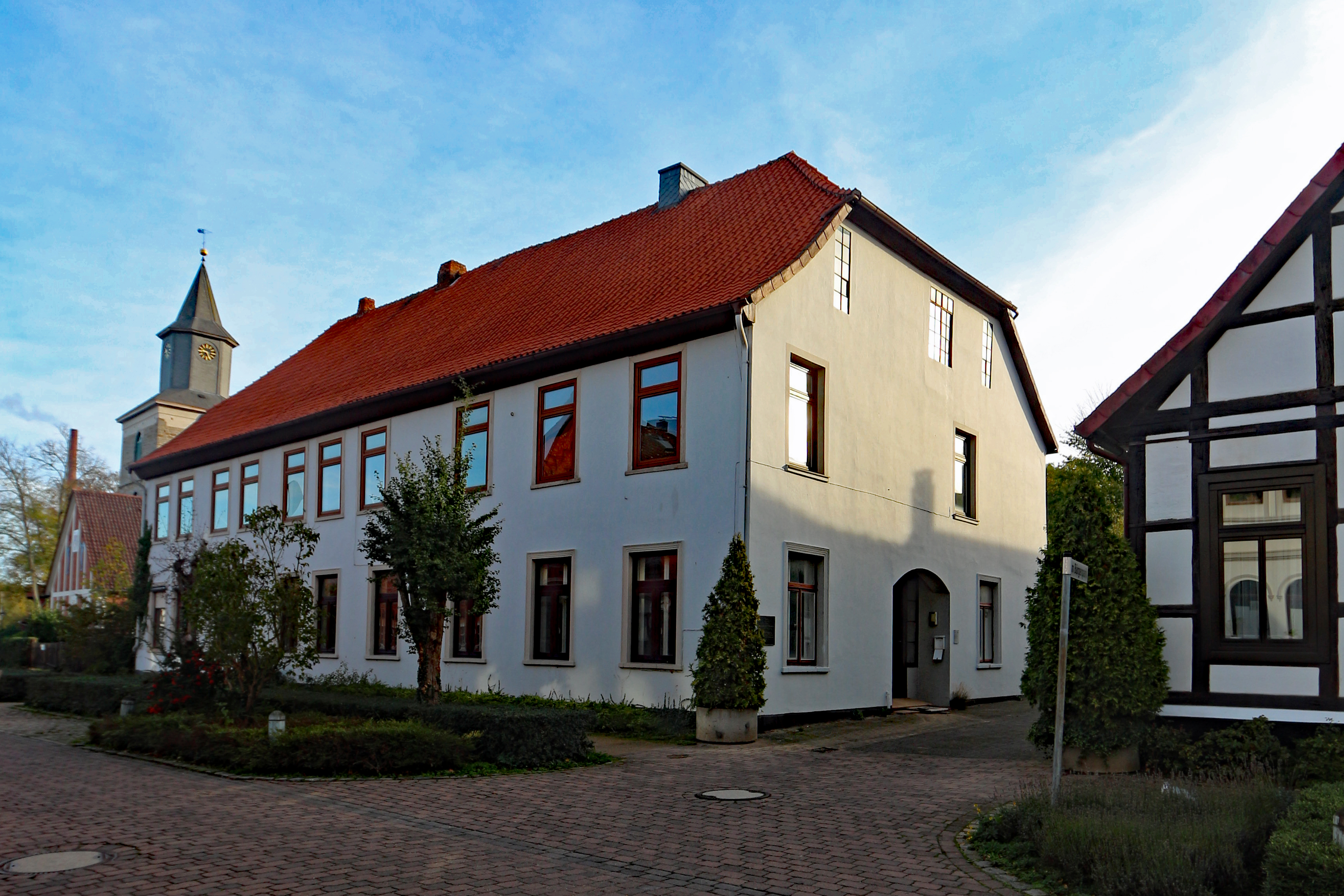
Mohrhoff-Haus in Hoya an der Kirchstraße (im Hintergrund Martinskirche)

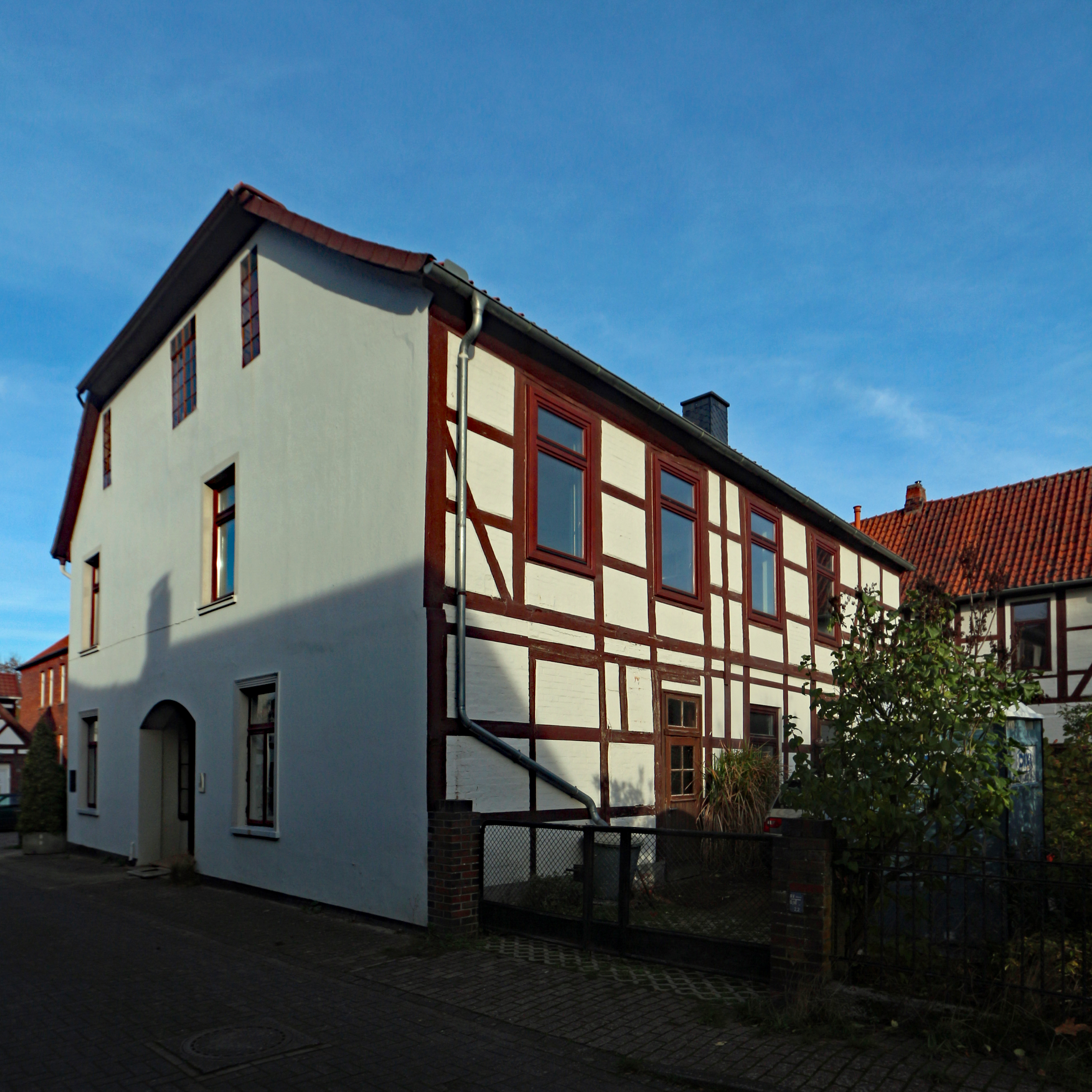
Mohrhoff-Haus in Hoya

Heinrich Adolf Mohrhoff war ein Sohn des eitzendorfer Küsters und Schulmeisters Johann Friedrich Mohrhoff (1782–1868) und seiner Ehefrau Sophie Justine geborene Oeynhausen (um 1788–1864). Mohrhoff war Kaufmann und wohnte von 1862 bis 1874 in Hoya in dem heute „Mohrhoff-Haus“ genannten Gebäude in der Kirchstraße 31. Am 26. März 1862 erschienen im Hoyaer Wochenblatt seine „Gedanken über Versicherungen gegen Feuergefahr“. Diese Überlegungen führten 1864 zur Gründung der Hoyaschen Provincial-Mobiliar-Feuer-Versicherungsgesellschaft Concordia im Gasthof Guénin. Mohrhoff war der erste Vorsitzende der Versicherung und von 1869 bis 1871 außerdem Bürgermeister von Hoya. 1874 zog er mit der Concordia nach Hannover. Zunächst waren Wohnung und Direktion in der damaligen Hausnummer 3 des Papenstiegs untergebracht. Wenige Jahre später wurde ein Neubau in der Marienstraße 20 bezogen. Das Gebäude existiert heute nicht mehr. Es stand etwa am Platz der heutigen Marienstraße 54.
Mohrhoffs erste Ehefrau Sophie (Charlotte Dorothea Henriette) geborene Ehlermann (* 1833) starb 1877. Aus erster Ehe hatte Mohrhoff eine Tochter: Thekla (1869–1938).
Mohrhoff war bis 1892 erster Vorsitzender der Concordia. Er übergab den Vorsitz an Karl Domizlaff, der ab 1893 mit der Mobiliar-Feuerversicherungs-Gesellschaft Concordia in der Marienstraße 20 firmiert. Mohrhoff zog in die direkt am linken Elbufer liegende Villa Moltke nach Blasewitz in die Johannstraße 33 (vorheriger Bewohner war Henry von Burt; ab 1905 Johannstraße 35, heute Dresden, Regerstraße 2). 1894 schenkte Mohrhoff der Kirche St. Georg in seinem Geburtsort Eitzendorf eine kostbare Ausstattung für Altar und Kanzel. Nach seinem Tode im Jahre 1908 bewohnte die Witwe Cäcilie Mohrhoff noch zwei weitere Jahre die Villa Moltke, die bis 1911 für Max Dudek und die Firma J. H. Dudek Söhne von der Zinkweißhütte Bernsdorf umgebaut wurde.